# 노이에 칠
노이에 질(Neue Ziel)은 OVA『기동전사 건담 0083 스타더스트 메모리』에 등장하는 가공의 병기이다. (형식번호: AMA-002 혹은 AMX-X2/AMX-002)

## 기체 해설
데라즈 플리트를 음지에서 원조하기 위해 같은 지온 잔당인 액시즈측이 양도한 MA로 건담 시작 2호기를 잃은 애너벨 가토의 탑승기가 되었다. 「Neue」「Ziel」은 독일어로「새로운」「목표」를 의미한다. 가토는 이 기체를 보고「지온의 정신이 형상화된 거 같다.」라며 매우 기뻐했다.
거대한 외관에 어울리지 않게 기체 각소에 대형 스러스터가 배치되어 있어 기동성이 양호했다. 또한, 상당한 기량이 요구되긴 하지만 유선 클로우 암(Claw Arm)을 사출해 뉴타입이 아닐지라도 전방위 공격이 가능한 것이 특징이었다. 이는 사이코뮤를 이용하지 않는 반자동 제어에 의한 전방위 공격이다. 그러나 그 정도의 조작을 위해서는 상당한 조종 기술과 파일럿의 부담이 요구된다. 가토는 에이스였기 때문에 기체를 조작할 수 있었던 것이다.
무장은 메가입자포, 미사일 발사기 외에 2체의 유선식 암 클로우가 장비되어 있으며, 이 암 클로우에는 빔 사벨이 내장된 메가 캐논이 탑재되어 있기 때문에 격투전도 가능하다. 이 외에도 숨겨진 팔이라 불리는 4체의 서브 암이 장비되어 있다. I 필드 제너레이터도 탑재되어 있었기 때문에 건담 시작 3호기의 메가 빔포도 무효화시킬 수 있었다. 한마디로 빔 계열 무기를 다 막아낼 수 있었다는 것이다.
덧붙여, 이 기체의 설계 자체는 일 년전쟁시부터 이루졌지만, 자원 및 기술 등의 문제로 설계가 보류되어 있었다. 그러나 소행성 지대의 풍부한 자원 및 각종 기술의 진보에 의해 마침내 건조가 가능해졌다.
또한 알파 아질(Alpha Azieru)와 비슷한 형상 때문에 알파 아질의 전신기로도 이야기 된다(실제로 0083 제작 관계자가 알파 아질와 비슷하게 디자인을 했다고 밝혔다).

## 형식번호에 관해서
당기의 형식번호는「AMX-002」로 보통 알려져 있지만, 이는 본래 가자 B의 형식번호로 잘못된 표기라고 설명하는 자료도 상당수 존재한다. 또한「AMA-X2」는 델라즈 플리트 내에서만 쓰인 형식번호라는 설도 존재한다. 강담사(講談社)가 발행한 서적『기동전사 건담 공식 백과사전 건담 오피셜즈』에서는「AMA-002」가 정설이며, 근년에는 이 형식번호가 일반적이 되었다(하지만, 현재도 AMX-002라 표기하는 경우가 있다). 또한 이는 잠루 핀(Jamru Fin)의「AMA-01X」(AMA-001X) 바로 다음 형식번호이다.

## 극중에서의 활약
극중에서는 델라즈 플리트가 지구로 스페이스 콜로니를 낙하시키는 별 부스러기 작전 최종 단계에서 콜로니 방위를 위해 전선에 투입되었다. 당시, 지구연방군이 지구로 향하고 있던 콜로니를 태워버리기 위해 가동 준비를 진행하고 있던 솔라 시스템Ⅱ의 제어함을 가동 직후에 격파, 작동 불능에 빠뜨리는 전과를 거두었다. 또한 다수의 적 전함 및 적 MS를 격파하고, 건담 시작 3호기까지 압도했지만 재가동된 솔라 시스템Ⅱ의 조사에 말려들어 중파(제어함이 파괴된 탓에 위력이 저하되어 다행히 대파는 면했다), 그 후 연방군 함대 소속 살라미스급 우주순양함과 격돌해 함께 폭발했다.

## 변형기

### AMA-002S 노이에 질Ⅱ
게임『SD건담 G 제너레이션』시리즈에 등장한 오리지널 기체로 노이에 질의 후계기로 설정되었다. 샤아 아즈나블 전용기로서 디자인되었으며, 판넬이 추가되는 등 무장이 강화되어 있다 단 대형 화기보다는 일반적인 빔포가 주병장이기 때문에 일발의 위력은 저하되어 있다. 덧붙여 최초 등장은 게임「기동전사 건담 기렌의 야망」이다.
- 건담 시리즈에 등장하는 병기 일람표